# 野口卓
野口 卓（のぐち たく、1944年-　）は、日本の作家、演芸評論家。

## 楽歴
徳島市生まれ。立命館大学文学部地理学科中退。さまざまな職業をへて、ラジオ・ドラマ脚本・戯曲を執筆。
1993年一人芝居「風の民」で菊池寛ドラマ賞受賞。
2011年『軍鶏侍』で時代小説デビュー。同作で第1回歴史時代作家クラブ賞の新人賞を受賞。
2013年、『遊び奉行』で第19回中山義秀文学賞候補。

## 著書

### 評論
- 『ステージを支える匠たち そしてオペラの幕が上がる』聞き手 ヤマハミュージックメディア 2003 音楽の匠シリーズ
- 『あらすじで読む古典落語の名作』柳家小満ん監修 樂書舘 2004
- 『続・あらすじで読む古典落語の名作』柳家小満ん監修 樂書舘 2005
- 『名前のおもしろ事典』文春新書 2005
- 『落語に学ぶ話し方と名文句 ほめる・口説く・だます・逃げる』春風亭正朝監修 日本実業出版社 2005
- 『さわりで覚える古典落語80選』柳家小満ん監修 中経の文庫 2008
- 『知的な人の馬券術』明治書院 2009 学びやぶっく
- 『落語一日一話 傑作噺で暮らす一年三六六日』春風亭正朝監修 河出書房新社 2009
- 『シェイクスピアの魔力』明治書院 2010 学びやぶっく
- 『落語こわい、こわい落語』明治書院 2011 学びやぶっく

### 軍鶏侍シリーズ
- 『軍鶏侍』祥伝社文庫 2011
- 『獺祭 軍鶏侍 2』祥伝社文庫 2011
- 『飛翔 軍鶏侍 3』祥伝社文庫 2012
- 『水を出る 軍鶏侍 4』祥伝社文庫 2013
- 『再びの園瀬 軍鶏侍 5』祥伝社文庫 2014
- 『危機 軍鶏侍 6』祥伝社文庫 2014

#### 外伝
- 『遊び奉行』祥伝社 2012

### 新・軍鶏侍シリーズ
- 師弟　新・軍鶏侍1 祥伝社文庫 2018
- 家族　新・軍鶏侍2 祥伝社文庫 2019
- 羽化　新・軍鶏侍3 祥伝社文庫 2019
- 承継のとき　新・軍鶏侍4 祥伝社文庫 2020

### 薫風堂シリーズ
- 手蹟指南所「薫風堂」角川文庫 2016
- 三人娘 手蹟指南所「薫風堂」2 角川文庫 2017
- 波紋 手蹟指南所「薫風堂」3 角川文庫 2017
- 明暗 手蹟指南所「薫風堂」4 角川文庫 2018

### ご隠居さんシリーズ
- ご隠居さん1 文春文庫 2015
- 心の鏡 ご隠居さん2 文春文庫 2015/9/2
- 犬の証言 ご隠居さん3 文春文庫 2016/1/4
- 出来心 ご隠居さん4 文春文庫 2016/5/10
- 還暦猫 ご隠居さん5 文春文庫 2016/9/2
- 思い孕み ご隠居さん6 文春文庫 2017/2/10

### よろず相談屋繁盛記シリーズ
- なんてやつだ よろず相談屋繁盛記1 集英社文庫 2018/8/21
- まさかまさか よろず相談屋繁盛記2 集英社文庫 2019/1/18
- そりゃないよ よろず相談屋繁盛記3 集英社文庫 2019/6/21
- やってみなきゃ よろず相談屋繁盛記4 集英社文庫 2019/9/20
- あっけらかん よろず相談屋繁盛記5 集英社文庫 2020/1/17

### めおと相談屋奮闘記シリーズ
※よろず相談屋繁盛記 続編
- なんて嫁だ めおと相談屋奮闘記1 集英社文庫 2020/5/20
- 次から次へと めおと相談屋奮闘記2 集英社文庫 2020/9/18
- 友の友は友だ めおと相談屋奮闘記3 集英社文庫 2021/01/20
- 寝乱れ姿 めおと相談屋奮闘記4 集英社文庫 2021/05/20
- 梟の来る庭 めおと相談屋奮闘記5 集英社文庫 2021/09/17
- 風が吹く めおと相談屋奮闘記6 集英社文庫 2022/01/20

### 北町奉行所朽木組
- 闇の黒猫: 北町奉行所朽木組1 新潮文庫 2013/11/28
- 隠れ蓑: 北町奉行所朽木組2 新潮文庫 2014/11/28

### シリーズ外
- 『猫の椀』祥伝社文庫 2012
- 一九戯作旅 講談社文庫 2017/4/14
- 大名絵師写楽 新潮社 2018/9/27
- からくり写楽 蔦屋重三郎、最後の賭け 新潮文庫 2021/03/27

### 共著
- 『なみだ』朝日新聞出版〈朝日文庫〉、2021年6月。ISBN 978-4-02-264994-2。青山文平、宇江佐真理、西條奈加、澤田瞳子、中島要、山本一力との共著。

## 参考
- セブンネット